# Mycalesis shiva
Mycalesis shiva är en fjärilsart som beskrevs av Jean Baptiste Boisduval 1832. Mycalesis shiva ingår i släktet Mycalesis och familjen praktfjärilar. Inga underarter finns listade i Catalogue of Life.